# Liste der Einträge im National Register of Historic Places im Camp County
Die Liste der Einträge im National Register of Historic Places im Camp County führt alle Bauwerke und historischen Stätten im texanischen Camp County auf, die in das National Register of Historic Places aufgenommen wurden.

Lage des Camp Countys in Texas

| Lfd. Nr. | Name im NRHP                           | Bild | Datum der Eintragung | Adresse/Lage                           | Ort       | NRHP-ID  | Beschreibung |
| -------- | -------------------------------------- | ---- | -------------------- | -------------------------------------- | --------- | -------- | ------------ |
| 1        | Pittsburg Commercial Historic District |      | 16. Apr. 2013        | ungefähr von Cypress St. bis North St. | Pittsburg | 13000175 |              |